# Lijst van burgemeesters van Schagen
Dit is een lijst van burgemeesters van de Nederlandse gemeente Schagen in de provincie Noord-Holland. Schagen is per 1 januari 2013 heringedeeld: de gemeenten Harenkarspel en Zijpe maken sindsdien deel van Schagen uit.
| Ambtsperiode                        | Naam burgemeester                          | Partij of stroming | Bijzonderheden                                                                 |
| ----------------------------------- | ------------------------------------------ | ------------------ | ------------------------------------------------------------------------------ |
| 1809 - 1810                         | Willem Roggeveen                           |                    |                                                                                |
| 18?? - 18??                         | ?                                          |                    |                                                                                |
| 1825 - 1826                         | Pieter Westingh (ca.1764/1765-17apr1826)   |                    |                                                                                |
| 1826 - 1827                         | Benedictus Josephus Bodenstaff             |                    |                                                                                |
| 1827 - 1848                         | Arie de Nijs (Denijs)                      |                    | tevens enige tijd burgemeester van Barsingerhorn                               |
| 1848 - 1855                         | C. Visser                                  |                    | tevens burgemeester van Callantsoog (1847-1849)                                |
| 1856 - 1868                         | H.R. de Meer                               |                    |                                                                                |
| 8-5-1868 - 1-4-1872                 | Frederik Otto Freiherr van Dörnberg Heiden |                    |                                                                                |
| 1872 - 1878                         | G.J. Muller                                |                    |                                                                                |
| 1878 - 1889                         | Gerhardus Langenberg                       |                    |                                                                                |
| 1889 - 1894                         | mr. Clemens Haro Beels                     |                    |                                                                                |
| 1894 - 1900                         | Simon Berman                               |                    | was burgemeester van Kwadijk, Middelie en Warder, later burgemeester van Bedum |
| 1901 - 1910                         | Hendrik Jean Pot                           |                    |                                                                                |
| 1910 - 1916                         | jhr. Johan Pieter Willem van Doorn         |                    | werd burgemeester van Heemstede                                                |
| 1916 - 1942                         | Jan Cornelissen                            |                    | was burgemeester van Noorddijk, in 1942 op eigen verzoek ontslagen             |
| 1942                                | M. Wissekerke                              |                    | waarnemend burgemeester                                                        |
| 27 juli 1942 - 1944                 | Titus H. Buitenhuis                        | NSB                |                                                                                |
| ? - 8 november 1944                 | S. Grootes                                 |                    | waarnemend burgemeester                                                        |
| 8 november 1944 - 14 maart 1945     | E. (Engelbert) Frinking                    | NSB                | waarnemend burgemeester (tevens burgemeester van Den Helder)                   |
| 14 maart 1945 - 8 mei 1945          | D. Simons                                  | NSB                |                                                                                |
| 8 mei 1945 - eind 1945              | J.A.E. (Jan) Buiskool                      |                    | waarnemend burgemeester                                                        |
| 1 juni 1946 - 1970                  | Willem Jan Wognum                          |                    |                                                                                |
| 1970 - 1982                         | Henk de Wilde                              | PvdA               |                                                                                |
| 1982 - 1992                         | L.W. (Bert) Stam                           | PvdA               |                                                                                |
| mei 1993 - 1 juni 2001              | J.H.G. (John) van de Langenberg            | PvdA               |                                                                                |
| 1 juni 2001 - 1 februari 2002       | G.C.G. (Godfried) van den Heuvel           | CDA                | waarnemend burgemeester                                                        |
| 1 februari 2002 - 30 september 2013 | Gerrit Westerink                           | PvdA               | sinds 1 januari 2013 waarnemend burgemeester van fusiegemeente Schagen         |
| 1 oktober 2013 - heden              | Marjan van Kampen-Nouwen                   | CDA                | [ 1 ]                                                                          |